# Diskrete Zeugen
Diskrete Zeugen, auch Lord Peters schwerster Fall ist ein 1954 auf Deutsch beim Scherz Verlag erschienener Kriminalroman von Dorothy L. Sayers. Das englische Original erschien unter dem Titel Clouds of Witness im Jahre 1926. Im Buch ermittelt der aristokratische Amateurdetektiv Lord Peter Wimsey in seinem zweiten Fall.

## Handlung
Lord Peter befindet sich auf einer Urlaubsreise, als er in der Zeitung liest, sein Bruder Gerald, Herzog von Denver, sei des Mordes an Hauptmann Denis Cathcart, Verlobter seiner Schwester Lady Mary, angeklagt und verhaftet. Gerald habe Streit mit dem Hauptmann gehabt, nachdem er herausgefunden habe, dass dieser sein Vermögen durch Betrug beim Glücksspiel gemacht habe und außerdem die Verlobung mit Lady Mary lösen wolle. Nach Geralds Angaben sei er nachts aufgestanden, um spazieren zu gehen und habe dabei den Leichnam Cathcarts entdeckt. Lady Mary, die von einem Schuss geweckt worden sei, habe Gerald neben der Leiche stehen sehen und sofort ihren Bruder bezichtigt, „ihn umgebracht“ zu haben.
Lord Peter fährt unverzüglich nach Riddlesdale, dem Ort des Geschehens, um eigene Nachforschungen anzustellen. Er und Inspektor Parker finden Indizien, dass eine weitere Person am Schauplatz anwesend gewesen sein musste.
Es stellt sich heraus, dass Lady Mary vorhatte, in dieser Nacht mit ihrem heimlichen Geliebten Goyles durchzubrennen.
Gerald hingegen war zu so später Stunde von einem Rendezvous mit Mrs Grimethorpe, der Gattin eines tyrannischen und brutalen Bauern, zurückgekehrt. Der Herzog will aber seine Geliebte um jeden Preis decken und schweigt.
Die beeindruckendste Szene im Roman ist die Schilderung der Gerichtsverhandlung im Oberhaus in Westminster, wo 300 Peers über die Schuld eines der Ihrigen entscheiden sollen und dazu im vollen Ornat erscheinen.
Im letzten Moment erscheint Lord Peter als Zeuge mit dem entlastenden Brief, den er per Flugzeug aus Amerika gebracht hat.

## Verfilmung
1972 erschien eine BBC-Miniserie, basierend auf dem Roman, mit Ian Carmichael in der Hauptrolle des Peter.

## Bibliografie
- Dorothy L. Sayers: Clouds of Witness. T. Fisher Unwin, London 1926.
- Dorothy L. Sayers: Lord Peters schwerster Fall. Aus dem Englischen übersetzt von Lola Humm-Sernau. Scherz Verlag, Bern 1954.
- Dorothy L. Sayers: Diskrete Zeugen. Aus dem Englischen übersetzt von Otto Bayer. Rainer Wunderlich, Tübingen 1979.